# Strane svijeta
Strane svijeta su četiri glavna smjera sjever, istok, jug i zapad u odnosu na lokaciju na zemljinoj površini. Odnose se na obzor i položaj zemljine osi i određuju smjer zemljopisnih koordinata na
- podnevnike (meridijane) i
- usporednice (paralele).

U određenim kulturama (kao primjerice u budističkoj ili indijanskim kulturama) ta se koncepcija proširuje na šest strana svijeta: proširuje se dodatno na zenit (prema gore/prema nebu) i nadir (prema dolje/prema zemlji).
Rabe se uglavnom za zemljopisnu orijentaciju na zemlji, ali se mogu izračunati na bilo kojim rotirajućem astronomskim tijelu.